# (10880) Kaguya
(10880) Kaguya – planetoida z pasa głównego asteroid okrążająca Słońce w ciągu 5 lat i 11 dni w średniej odległości 2,93 au Została odkryta 6 listopada 1996 roku w obserwatorium w Chichibu przez Naoto Satō. Nazwa planetoidy pochodzi od sondy księżycowej Kaguya, opracowanej przez JAXA. Przed nadaniem nazwy planetoida nosiła oznaczenie tymczasowe (10880) 1996 VN4.